# Cahokia
Cahokia è il sito su cui sorse una città dei nativi americani nei pressi di Collinsville, nell'Illinois, sulle rive del Mississippi vicino a Saint Louis e, più precisamente, nell'area nota come American Bottom. Sul sito si trovano numerose colline artificiali.
Cahokia è il più grande sito archeologico della cultura Mississippiana, ed il termine "Cahokiano" viene a volte usato per citare quella cultura. I Mississippiani svilupparono delle società avanzate nell'est dell'America settentrionale, prima dell'arrivo degli europei.

## Patrimonio dell'umanità
Cahokia Mounds venne dichiarato National Historic Landmark il 19 luglio 1964, ed elencato nel National Register of Historic Places il 15 ottobre 1966. Cahokia Mounds State Historic Site divenne Patrimonio dell'umanità nel 1982. Il parco copre 8,90 km², ed è soggetto a continue ricerche archeologiche. È uno dei venti siti statunitensi segnalati dall'UNESCO.

## Storia
Cahokia fu il primo insediamento, databile attorno al 650 durante il tardo Woodland period, ma la costruzione delle colline non iniziò prima del 1050, all'inizio del periodo della cultura Mississippiana. Il luogo venne abbandonato tra il 1250 ed il 1400. Gli antichi abitanti non lasciarono testimonianze scritte, ed il nome di quell'antica città è tuttora sconosciuto. Il nome "Cahokia" fa riferimento ad un successivo clan di Illiniwek che abitavano la regione al tempo dell'arrivo degli esploratori francesi nel 1600, molto dopo l'abbandono del sito. Non è ancora stato possibile identificare i discendenti degli antichi Cahokia, nonostante molti gruppi possono essere considerati tra i contendenti, essendo stata una società multietnica.

## Monk's Mound

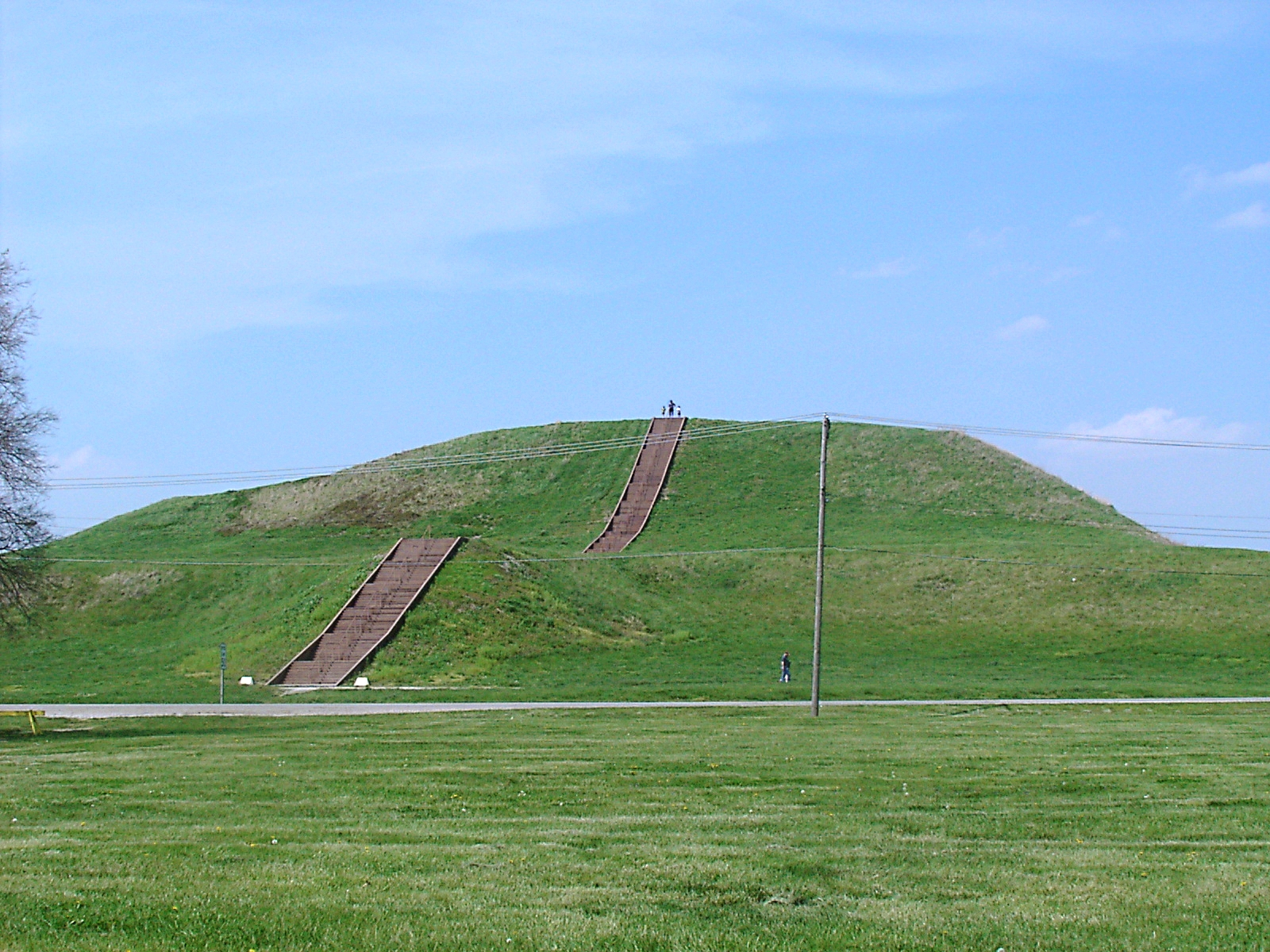
Le Monk's Mound a luglio

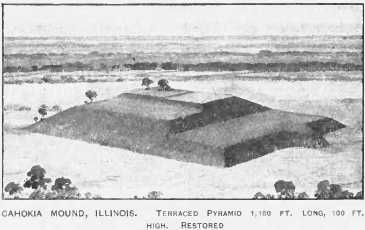
Ricostruzione artistica della collina

I Monk's Mound (lett. "tumulo del monaco"), sono il fulcro del centro cerimoniale. Sono strutture imponenti a quattro terrazze, le più grandi costruite in America settentrionale. Si affacciano a sud; sono alte 30,5 metri, con una base di 316 per 241 metri. Travel Channel le ha definite "le più grandi piramidi al mondo".
Gli scavi effettuati sulla sommità della collina hanno portato alla luce i resti di un grande edificio, probabilmente un tempio o la residenza del capo tribù, visibile da ogni punto della città. L'edificio aveva una base di 31,5 per 14,5 metri, e raggiungeva l'altezza di 15 metri.
"Woodhenge", un cerchio di pali usato per le osservazioni astronomiche, si trova ad ovest di Monk's Mound. Il nome deriva da Stonehenge, dal momento che questa struttura permetteva lo studio di solstizi, equinozi ed altri cicli astronomici. Gli archeologi scoprirono l'esistenza di Woodhenge durante gli scavi. Notarono che l'intero palinsesto venne ricostruito più volte durante i circa 300 anni di vita del luogo.

## Il territorio cittadino

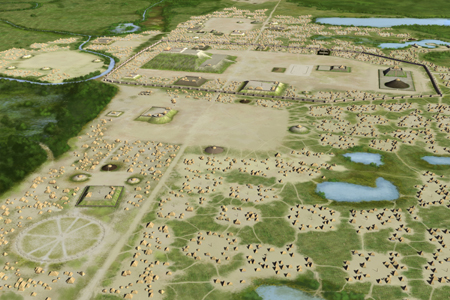
Rappresentazione dei principali componenti della città, tra cui Monks Mound, la Grand Plaza a sud e la palizzata

Un'area di 200.000 m² si estende a sud di Monk's Mound. Il terreno piatto fece inizialmente pensare ad una pianura alluvionale del fiume Mississippi, ma recenti studi sul terreno hanno dimostrato che questo territorio, originalmente ondulato, venne reso pianeggiante dall'esperta opera dei cittadini locali. Questo significa che Cahokia può vantare il titolo di "più estesa piazza al mondo creata dall'uomo", non esistendo al giorno d'oggi esempi altrettanto imponenti.
Un insieme di costruzioni in legno, che comprendevano torri d'osservazione ad intervalli regolari, formavano un muro di cinta lungo tre chilometri che racchiudeva Monk's Mound e la pianura circostante. Gli archeologi notarono che queste costruzioni in legno vennero riedificate più volte. Sembra che le mura dividessero la parte religiosa di Cahokia dal resto della città.
Oltre a Monk's Mound si possono ammirare altre 120 colline simili erette in vari luoghi ed a distanze diverse dal centro cittadino. Al momento sono stati identificati 109 mound, 68 dei quali si trovano all'interno del parco. I mound possono essere classificati per tipo: esistono quelli piatti, conici, vulcanici, ecc. Ognuno di questi modelli aveva le proprie funzioni. La città, con il tempo, aveva assunto una forma a rombo, con l'asse maggiore di circa 1.600 metri.

## L'antica città

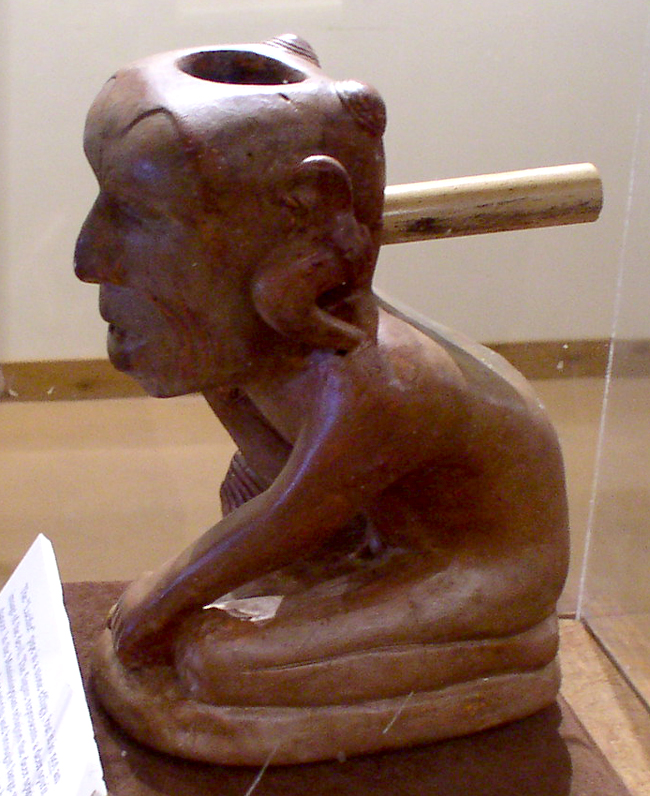
Pipa d'argilla Cahokia a pietra focaia chiamata "Lucifero" o "l'uomo Grizzly", ritrovata presso Spiro Mounds in Oklahoma

Cahokia fu il più importante centro d'aggregazione per quelle persone che, al giorno d'oggi, sono note come i Mississippiani, i cui insediamenti si estendevano per tutto il Midwest e l'america orientale e meridionale. Cahokia mantenne collegamenti commerciali con altre comunità, dalla regione dei Grandi Laghi a nord, fino al Golfo del Messico a sud. Ceramiche e strumenti in pietra in stile Cahokiano vennero trovati nel sito archeologico di Silvernail, nei pressi di Red Wing, Minnesota.
Al culmine del suo sviluppo, Cahokia fu il più grande centro abitato a nord delle grandi città Mesoamericane del Messico. Nonostante ospitasse solo 1.000 persone (stima relativa al 1050 d.C.), la sua popolazione crebbe in maniera esponenziale dopo tale data. Gli archeologi stimano una popolazione massima tra gli 8.000 ed i 40.000 abitanti, con la maggior parte delle persone situate nei villaggi contadini che gravitavano attorno al centro principale.
Alcuni professori credono che, all'apice dello sviluppo, Cahokia fu la maggiore città statunitense fino al 1800, quando la popolazione stimata di Filadelfia superò quella di Cahokia.

## Le sepolture

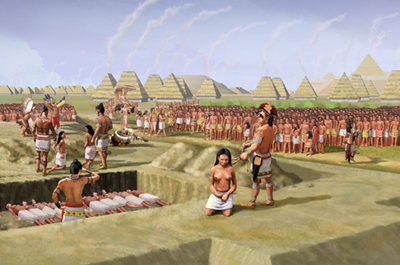
Illustrazione del sacrificio rituale tramite strangolamento di 53 ragazze (tra i 15 ed i 25 anni) tenutosi presso il tumulo 72.

Durante gli scavi del Mound 72, una collina sepolcrale a sud di Monk's Mound, gli archeologi trovarono i resti di un uomo di circa quarant'anni, probabilmente un famoso capo Cahokiano. L'uomo venne sepolto su di un letto costellato da oltre 20.000 conchiglie marine che formavano un falco, la cui testa appare al di sotto di una testa umana, e le cui ali si trovano sotto un paio di braccia e gambe. Il guerriero falco, o "uomo uccello", è un'immagine comune della cultura mississippiana, e questa sepoltura ha un potente significato iconografico.
A poca distanza venne ritrovato anche un nascondiglio pieno di punte di freccia di differenti stili e materiali. Divise in quattro tipi, ognuno dei quali proveniente da una diversa area geografica, queste punte dimostrano le incredibili rotte commerciali che i Cahokia coltivavano. Oltre 250 altri scheletri vennero estratti dal Mound 72. Molti di loro si trovavano in fosse comuni; ad altri mancavano mani e testa, il che farebbe pensare a sacrifici umani. In uno dei mound sono stati trovati anche resti di giovani donne. A causa della giovane età e del fatto che, dagli studi, è stato dedotto che non avevano partorito, si è portati a pensare che fossero delle vergini sacrificate al dio sole. La relazione tra queste sepolture e quella principale non è chiara, ma è difficile che si riferiscano tutte allo stesso periodo. Il legno presente in molte parti della tomba è stato datato con il metodo del carbonio-14 a un periodo tra il 950 ed il 1000.

## Il declino
Cahokia venne abbandonata almeno un secolo prima dell'arrivo degli europei. Le cause possono essere trovate nell'eccessivo sfruttamento del luogo, soprattutto in termini di caccia e disboscamento. Un'altra possibile causa potrebbe essere l'invasione subita da qualche popolazione nomade, nonostante le uniche tracce di guerra trovate siano lontane dalle mura cittadine. La funzione delle mura, comunque, sembra essere più cerimoniale che militare. Un'altra causa suggerita è una qualche epidemia, velocizzata dal sovraffollamento urbano. Le teorie più recenti, in ogni caso, parlano di un collasso politico che sarebbe la causa principale dell'abbandono di Cahokia. Secondo lo studio di Emerson e Hedman la causa del collasso politico sarebbe da ricercare in una massiccia immigrazione di genti etnicamente diverse dai fondatori della città